# Günther Fleischel
Günther Rolf Fleischel (* 1. Juni 1903 in Berlin; † 5. September 1943 in Riga) war ein deutscher Handelsvertreter, Mitglied der SA und des Nationalsozialistischen Kraftfahrkorps sowie Judenältester im Ghetto Riga.

## Herkunft und Familie
Fleischel kam als Sohn des Verlagsbuchhändlers Egon Fleischel und dessen Frau Alice, geborene Rossin, zur Welt. Die Familienverhältnisse galten als großbürgerlich. Der Vater betätigte sich als Kompagnon von Friedrich Fontane, in dessen Verlag (Friedrich Fontane & Co.) Werke Theodor Fontanes, Georg von Omptedas und Ernst von Wolzogens erschienen. 1897 ließen sich die Eltern, beide jüdisch, taufen und wurden Mitglieder der evangelischen Kirche. 1903 zählte Egon Fleischel zu den Mitgründern des Verlags Egon Fleischel & Co., in dem unter anderem Das literarische Echo angesiedelt war. 1921 verkaufte er dieses Unternehmen an die Deutsche Verlags-Anstalt.
1927 heiratete Günther Fleischel die katholische Ilse Lessel. Aus der Ehe ging ein Sohn hervor. Die Familie wohnte in Wiesbaden. Am 1. Oktober 1937 erfolgte auf Bitten von Fleischels Arbeitgeber ein Umzug nach Hannover.

## Schule und Berufsweg
Günther Fleischel, evangelisch erzogen, besuchte in Berlin-Grunewald das Realgymnasium bis zur Oberprima. 1919 entschied er sich für eine Mitgliedschaft in der katholischen Kirche. Seine kaufmännische Lehre machte er in einem Hamburger Exportunternehmen. Von 1923 bis 1926 führten ihn Auslandsreisen nach Argentinien, Guatemala, Kuba, Mexiko und in die Vereinigten Staaten. Anschließend erreichte er führende Stellungen in verschiedenen Unternehmen. So war er Exportleiter des Wiesbadener Zementherstellers Dyckerhoff & Widmann und zuletzt Verkaufsleiter der Germania Deutsche Nährmittel Fabrik (Berlin).

## Politik
Günther Fleischel verstand sich als Angehöriger des national-konservativen Spektrums. Eigenen Angaben zufolge beteiligte er sich am Kapp-Putsch und am Ruhrkampf. Ab dem 15. Januar 1933 gehörte er dem Stahlhelm, Bund der Frontsoldaten an. Im Oktober 1934 folgte seine „Überweisung“ vom Stahlhelm an die SA. Auf eigenen Antrag wechselte er im Mai 1935 von der SA zum Nationalsozialistischen Kraftfahrkorps (NSKK), dort erreichte er den Rang eines Scharführers.

## Haft wegen „Rassenschande“
Günther Fleischel erfuhr Anfang 1936 von der jüdischen Herkunft seines Vaters. Nach dessen Tod fand sich in den hinterlassenen Unterlagen der Taufschein von Egon Fleischel. Erkundigungen bei seiner Mutter bestätigten seine jüdische Herkunft.
Fleischel versuchte nach Bekanntwerden dieser Tatsache, mit Hinweis auf „Arbeitsüberlastung“ aus dem NSKK auszutreten. Dieser Wunsch wurde abschlägig beschieden. Fleischel vermied daraufhin, zu NSKK-Diensten anzutreten. Im März 1937 erklärte er seinen Austritt. Möglicherweise war dem NSKK in der Zwischenzeit etwas über die Herkunft Fleischels bekannt geworden, denn im Mai 1937 verlangten NSKK-Stellen seinen Ariernachweis. Die Gerüchte stammten mutmaßlich aus der beruflichen Sphäre des Handelsreisenden; Fleischel hatte auf Dienstreisen außereheliche Affären. 1937 wurde er von seinem Vorgesetzten und in Anwesenheit von zehn „Zeugen“ zu entsprechenden Gerüchten und zu seiner Herkunft befragt. Wahrscheinlich denunzierte ihn einer seiner beruflich Bekannten wegen „Rassenschande“ bei den Behörden. Am 10. Dezember 1937 wurde Fleischel verhaftet.
Das Landgericht Hannover verurteilte Fleischel am 28. Februar 1938 zu einer dreieinhalbjährigen Zuchthausstrafe und zum fünfjährigen Verlust der bürgerlichen Ehrenrechte. Seine Haft verbrachte er bis zum 29. März 1938 im Gefängnis Hannover, anschließend im Zuchthaus Hameln, vom 19. Oktober 1939 bis zum 20. Januar 1940 im Zuchthaus Celle und anschließend bis zu seiner Haftentlassung am 12. Juni 1941 erneut im Zuchthaus Hameln.
Während seiner Haft plante Fleischel seine Auswanderung nach Südamerika. Insbesondere Bolivien und Brasilien schienen ihm geeignete Zielländer zu sein. Seine Ehefrau unterstützte diese Pläne kaum. Stattdessen wollte ihn seine Mutter begleiten. Fleischel wandte sich im Zuge seiner Emigrationspläne an den St. Raphaels-Verein in Hamburg, die Apostolische Nuntiatur in Berlin sowie an Kardinal Mercati mit der Bitte um Unterstützung. Die Zuchthausbeamten erschwerten und blockierten entsprechende Korrespondenzen, indem sie darauf bestanden, dass Fleischel im Schriftverkehr seinen Zwangsvornamen „Israel“ zu benutzen habe, was Fleischel nach Möglichkeit vermeiden wollte. Fleischel ging während der Haft davon aus, dass die Juden nach Kriegsende zwangsweise und geschlossen umgesiedelt werden würden, dieses Kollektivschicksal galt es seiner Ansicht nach zu umgehen. Den für die Wehrmacht erfolgreichen Frankreichfeldzug bewunderte der Häftling und wünschte sich, er hätte mitkämpfen können.

## Zwischen Haft und Deportation
Fleischels Haftentlassungsunterlagen schrieben ihm vor, sich wieder in Hannover niederzulassen. Ilse Fleischel entschied sich, in Wiesbaden zu bleiben, wo sie bereits während der Haft ihres Ehemanns zusammen mit ihrem Sohn bei Verwandten lebte. Günther Fleischel zog zunächst in eine von jüdischen Besitzern geführte Pension. Dort lernte er die 1912 geborene Zahnarzthelferin Deborah Ferche kennen und lebte mit ihr fortan zusammen. Im September 1941 veranlasste Gauleiter Hartmann Lauterbacher die Einrichtung von Judenhäusern in Hannover. Am 9. Oktober 1941 musste Fleischel im Zuge der „Aktion Lauterbacher“ in eine solche Herberge (Herschelstraße 31) einziehen.

## Deportation und Stellung im Ghetto Riga
Am 15. Dezember 1941 wurde Fleischel zusammen mit Deborah Ferche und weiteren 999 als Juden geltenden Personen nach Riga deportiert. Sie wurden dort zusammen mit anderen „Reichsjuden“ im „kleinen Ghetto“ interniert, das zuvor durch Massenexekutionen von lettischen Juden „freigemacht“ worden war. Nach Ankunft der Deportierten wurde Fleischel vom Ghettokommandanten Kurt Krause noch auf dem Bahnhof Riga-Šķirotava zum Judenältesten bestimmt, war also Teil der von den Deutschen erzwungenen und befehligten jüdischen „Selbstverwaltung“ im Ghetto. Womöglich wurde Fleischel aufgrund seiner politischen Präferenzen sowie aufgrund seiner Statur – der damals 38-Jährige wurde als intellektuell, stattlich (Körpergröße: 197 cm) und schlank wahrgenommen – für diese Funktion ausgewählt.
Im Ghetto heiratete er Deborah Ferche, die später zu den 69 Überlebenden des Transportes aus Hannover gehörte. Er verstand sich gut mit Ghettokommandant Krause. Sein Einfluss wuchs, als er infolge von Massenexekutionen auch zum Ghettoältesten für den Berliner und den Wiener Transport ernannt wurde. Fleischel bestand auf Zucht und Ordnung, setzte die Instruktionen der Ghettokommandantur um und schreckte auch vor Tätlichkeiten nicht zurück. Gleichzeitig versuchte er, Spielräume für jüdische Wünsche und Interessen zu nutzen. Dies fand Ausdruck in der Errichtung eines zusätzlichen Wohnheims für junge, elternlose Männer, in der Errichtung von Schulen für Ghettokinder oder in der bei Krause erfolgreich vorgetragenen Bitte, zu Pessach 1942 Matzen backen zu können. In den Augen der SS bewährte sich Fleischel. Nach seinem Tod, der am 5. September 1943 infolge einer Magenkrebserkrankung eintrat, hieß es im Ghetto, Kommandant Krause habe über Fleischels Grab drei Salven abfeuern lassen.

## Schicksal von Verwandten
Seine Mutter Alice Fleischel wurde im Rahmen der Wagner-Bürckel-Aktion am 22. Oktober 1940 von der Gestapo in Radolfzell am Bodensee verhaftet, wo sie in einem Hotelzimmer zurückgezogen lebte. Sie wurde noch am selben Tag in das südfranzösische Internierungslager Camp de Gurs deportiert; dort starb sie am 26. April 1941. In Radolfzell erinnert seit 2014 ein Stolperstein an Alice Fleischel.
Günther Fleischels Bruder, Erich Fleischel (geboren am 16. Juli 1897 in Charlottenburg), flüchtete nach Frankreich. Sein Fluchtzeitpunkt ist nicht bekannt. Vom deutschen Besatzungsregime ebenfalls in Gurs interniert, wurde er am 4. März 1943 mit dem 50. Transport über Drancy ins Vernichtungslager Majdanek deportiert und dort ermordet. Sein Name ist in Paris auf der „Mauer der Namen“ des Mémorial de la Shoah verzeichnet.